# 以斯拉·海伍德
以斯拉·海伍德（英語：Ezra Heywood, 1829年9月29日—1893年5月22日）是19世紀的美國個人無政府主義者、廢奴主義者、和女性主義者。海伍德認為他所見到的當時社會上貧富不均、財富集中於少數人手上的現象，是由於政府授與少數個人和公司在商業上的特權而導致的。
他說：「政府就像東北風，把財產吹至少數貴族的手上，而付出的代價則是嚴重侵蝕了民主的根基。透過狡猾的立法法案...特權階級便能以政府的法律作靠山，竊取大多數人的財產。」
他認為以建築物的租金獲取利潤是不正當的。他並不反對租金，但他認為租金總數不該超過屋主所付出的遷移、保險、和維修房屋等成本的總和。他甚至認為如果房客住房期間將房屋狀態保持的比無人居住時更為良好，屋主應該反過來付給房客租金。雖然其他的個人無政府主義者如約書亞·沃倫、史蒂芬·皮爾·安德魯斯、和威廉·葛林都支持未佔用的土地可以被人使用而獲得所有權，但海伍德認為將未使用的土地冠上所有權是非常邪惡的。海伍德的哲學透過他所撰寫的廣泛小冊子和文章廣為流傳，同時他也重新出版許多沃倫和葛林的作品，進一步擴展了個人無政府主義的理念。
海伍德也藐視政府的法令發行了許多情色書刊，他因此在1878年被以「發放猥褻資訊」的名義逮捕。最後他被判罪2年的勞役，但消息一傳出即引發大規模的抗議，於是6個月後總統海斯便下令赦免了他。他後來又被逮捕了數次，在最後一次被釋放後不到一年內便因結核病去世。

## 外部連結
- Uncivil Liberty: An Essay to Show the Injustice and Impolicy of Ruling Woman Without Her Consent (1873) 由以斯拉·海伍德
- Chapter V of James J. Martin's Men Against the State 以斯拉·海伍德的小冊子

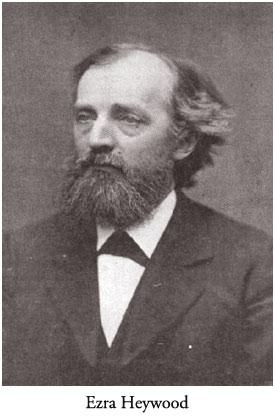
以斯拉·海伍德

- Ezra Heywood & Benjamin R. Tucker（页面存档备份，存于） 由 Martin Blatt
- A biography of Heywood on the anniversary of a protest at his arrest（页面存档备份，存于）